# Rudolph Hobein
Rudolph Hobein, auch Rudolf Hobein, vollständig Ludwig Friedrich Wilhelm Rudolph Hobein (* 23. April 1852 in Schwerin; † nach 1918, vermutlich in Hildesheim) war ein deutscher Militärarzt, zuletzt Generalarzt.

## Leben
Rudolph Hobein war ein Sohn des Schweriner Advokaten Eduard Hobein aus dessen erster Ehe mit Henriette, geb. Weber. Er besuchte das Gymnasium Fridericianum Schwerin und studierte ab Ostern 1872 Humanmedizin an den Universitäten Rostock und Würzburg. In Würzburg wurde er 1876 mit einer von Carl Jakob Christian Adolf Gerhardt betreuten Dissertation über Beobachtungen über Schallhöhewechsel bei Lungencavernen zum Dr. med. promoviert.
Ab 1876 war er als Militär-Assistenz-Arzt in Schwerin tätig. Für seine obermilitärärztliche Prüfungsarbeit untersuchte er epidemischen Ikterus in der Armee. 1879 wurde er zum 1. Großherzoglich Mecklenburgischen Dragoner-Regiment Nr. 17 nach Ludwigslust versetzt. 1884/1885 war er Leitender Arzt des Stiftes Bethlehem.
1885 kehrte er als Stabsarzt à la suite des Sanitätskorps vorübergehend ins Zivilleben zurück und zog nach Schwerin. 1887 ließ er sich als Bataillonsarzt im Colbergschen Grenadier-Regiment „Graf Gneisenau“ (2. Pommersches) Nr. 9 in Stargard in Pommern reaktivieren. Hier unternahm er auf Anregung von Robert Koch Forschungen, ob die zu Unterkleidern zur Verwendung kommenden Zeugstoffe beim Tragen auf der Haut einen wesentlichen Unterschied zeigen in der Fähigkeit Mikroorganismen in sich aufzunehmen und welche Eigenschaften der Stoffe es sind, die diese Fähigkeit vergrössern bezw. verkleinern. Die Ergebnisse veröffentlichte er 1890 in der Zeitschrift für Hygiene. Zusammen mit der Beförderung zum Oberstabsarzt 2. Klasse erfolgte seine Versetzung in das Fußartillerie-Regiment „von Hindersin“ (1. Pommersches) Nr. 2. Am 30. April 1898 wurde er Oberstabsarzt 1. Klasse. 1906 wurde er als Regimentsarzt zum Infanterie-Regiment „von Voigts-Rhetz“ (3. Hannoversches) Nr. 79 in Hildesheim versetzt. 1912 erfolgte seine Verabschiedung mit dem Charakter als Generaloberarzt.
Während des Ersten Weltkriegs wurde er reaktiviert und leitete Reservelazarette in Oldenburg und Hannover. Am 27. Januar 1917 erhielt er das Patent seines Dienstgrads.
Im Ruhestand lebte er in Hildesheim.
Seit 1880 war er verheiratet mit Luise Dora Auguste, geb. Sieburg (* 1858 in Hannover).

## Auszeichnungen
- Roter Adlerorden 4. Klasse (1900)[4]
- Dienstauszeichnungskreuz
- Mecklenburg-Schwerinsches Militärverdienstkreuz am roten Bande[5]

## Schriften
- Beobachtungen über Schallhöhewechsel bei Lungencavernen. Schwerin: Hilb 1876, zugl. Diss. Würzburg (Digitalisat)
- Mikroorganismen in Unterkleidern. In: Zeitschrift für Hygiene 9 (1890), S. 218–234